# Jämningen
Jämningen är en sjö i Osby kommun och Östra Göinge kommun i Skåne och ingår i Skräbeåns huvudavrinningsområde. Sjön har en area på 0,436 kvadratkilometer och ligger 81,8 meter över havet. Sjön avvattnas av vattendraget Skräbeån (Alltidhultsån).

## Delavrinningsområde
Jämningen ingår i det delavrinningsområde (624265-140768) som SMHI kallar för Inloppet i Immeln. Medelhöjden är 107 meter över havet och ytan är 21,53 kvadratkilometer. Räknas de 8 avrinningsområdena uppströms in blir den ackumulerade arean 107,66 kvadratkilometer. Avrinningsområdets utflöde Skräbeån (Alltidhultsån) mynnar i havet. Avrinningsområdet består mestadels av skog (66 procent), öppen mark (10 procent) och jordbruk (11 procent). Avrinningsområdet har 0,85 kvadratkilometer vattenytor vilket ger det en sjöprocent på 3,9 procent. Bebyggelsen i området täcker en yta av 0,93 kvadratkilometer eller 4 procent av avrinningsområdet.